# Арулепп, Меэлис
Ме́элис А́рулепп (эст. Meelis Arulepp; род. 9 мая 1965 года, Таллин, Эстонская ССР, СССР) — советский и эстонский художник-аниматор и режиссёр мультипликационных фильмов.

## Биография
Родился 9 мая 1965 года в Таллине. Учился в Тартуской 10-й средней школе, затем в Тартуской высшей художественной школе, которую окончил в 1984 году. Работал на различных анимационных студиях («Studio B», «Eesti Joonisfilm», «Trickfilm Hamburg» и др.).  
В 1992 году в качестве художника-аниматора принимал участие в создании мультфильма студии «20th Century Fox» «Долина папоротников: Последний тропический лес», в 2002 году ― мультфильма «Восемь безумных ночей» совместного производства студии «Columbia Pictures» и компании «Happy Madison Productions». 
В 1994 году стал одним из основателей эстонской анимационной студии «A Film Eesti», заняв должность художественного руководителя студии, коим остаётся и по сей день. Студия принимает участие и в зарубежных проектах, в частности, аниматор Дмитрий Молодковец в 2024 году работал над сценой из датского мультфильма «Mugge3». 
С 1984 по 2024 год участвовал в создании более 30 полнометражных мультфильмов в качестве режиссёра или художника-аниматора, в том числе для датских, немецких, испанских, американских, норвежских, ирландских и других студий, снял один документальный фильм и один мультсериал, участвовал в производстве более 250 рекламных роликов. Также был иллюстратором нескольких детских книг и учебников.
В 2002 году обновил мультипликационную заставку для возобновлённой вечерней детской передачи на эстонском языке «Telepoiss» («Телемальчик»; передача впервые вышла в эфир в 1962 году).
В апреле 2025 года на вопрос журналиста эстонского журнала «Edasi» («Вперёд»), какие мультфильмы, как образцы высокого уровня профессионализма их создателей, Арулепп рекомендкет к просмотру, он перечислил следующие:
- короткометражный мультфильм «Бах!» («Crack») Федерика Бака (1981);
- мультфильм «Бонго» («Bongo») студии Уолта Диснея (1947);
- сюжет «Кит, который хотел петь в Метрополитен-опера» («The Whale Who Wanted to Sing at the Met») из полнометражного мультипликационного фильма «Сыграй мою музыку» студии Уолта Диснея (1946).
- короткометражные мультфильмы студии «Metro-Goldwyn-Mayer»[7].

## Избранная фильмография

### Режиссёр
- 2006 — Маленький близорукий удав / Väike lühinägelik boamadu
- 2011 — В каком смысле? / Mis mõttes?
- 2013 — Умелый маляр / Suur maalritöö
- 2017 — Зимняя история / Talvelugu
- 2020 — Сипсик / Sipsik (по книге Эно Рауда  «Сипсик»)
- 2021 — Какашка и весна / Kaka ja kevad (по книге «Весна и какашка» Андруса Кивиряхка)
- 2022 — Кузнечик Пеэтер / Sitikas Peeter
- 2023 — Фрикадельки и пельмени / Frikadellid ja pelmeenid
- 2023 — Какашка, весна и другие / Kaka, kevad ja teised
- 2023 — Карикатурист Гори / Gorikaturist

### Аниматор
- 1984 — Калле и Бука / Kalle ja Koll
- 1987 — Проделки Рамзеса IV / Ramsese vembud IV
- 1987 — Завтрак на траве / Eine murul
- 1988 — Город / Linn
- 1988 — Полёт / Lend
- 1989 — Петля / Silmus
- 1989 — Столб / Sammas
- 1989 — Путёвые заметки / Reisikiri
- 1990 — 3 x 1
- 1990 — Муфта, Полботинка и Моховая Борода / Naksitrallid (по книге Эно Рауда «Муфта, Полботинка и Моховая Борода»)
- 1992 — Отель Е / Hotell E
- 2006 — Маленький близорукий удав / Väike lühinägelik boamadu
- 2006 — Если бы я был большим / Kui ma oleksin suur
- 2009 — Если бы я был большим 2 / Kui ma oleksin suur 2
- 2020 — Сипсик / Sipsik
- 2022 — Кузнечик Пеэтер / Sitikas Peeter
- 2023 — Карикатурист Гори / Gorikaturist
- 2024 — Касабланка / Casablanca

### Участие в работе иностранных киностудий
Полнометражные мультфильмы
- 2000/2001 — Christmas Carol – The Movie (Illuminated services Ltd., Великобритания) — ведущий художник-аниматор
- 2001 — Karlsson on the Roof (Filmkameratene AS, Норвегия) — ведущий художник-аниматор
- 2002 ― Three Wise Men (Animagic Studio, Испания) — ведущий художник-аниматор
- 2004―2005 ― Asterix and the Vikings (A Film A/S, Дания) — ведущий художник-аниматор
- 2006—2007  ― Jungo Goes Bananas (A Film A/S, Дания) — ведущий художник-аниматор
- 2009  — Olsen Gang (A Film A/S, Дания) — ведущий художник-аниматор
- 2010 ― Titeuf – the Movie (MoonScoop, Франция) — художник-аниматор

Короткометражные мультфильмы
- 1996 ― When Life Departs (A Film ApS, Дания) ― художник-раскадровщик, режиссер-аниматор
- 2007 ― Things You Think – Love and Things You Think – Rich and Poor (A. Film, Magma, Германия) – содиректор

Телевизионная анимация
- 1995 — Once Upon a Time (Rooster Studios, Франция) — художник-аниматор
- 1995 — Brave Little Taylor (Rooster Studios, Франция) — художник-аниматор
- 1998 ― Pettson & Findus (TMO Film, Happy Life, Германия, Швеция) — художник-аниматор
- 2002 — «Mr.Bean» episode: «Dinner for Two» (Varga Studio, Венгрия) — художник-аниматор
- 2006 — If I Were A Grown-up (A Film Eesti, Эстония; Magma Films, Ирландия) ― художник-раскадровщик
- 2008 ― Frog and Friends (Telescreen, Голландия) — ведущий художник-аниматор
- 2011―2012 ― Das Vorzelt zur Hölle (BummFilm, Германия) — режиссёр анимации

## Награды и номинации
- 1999 ― Номинация на кинопремию «Оскар» в категории «Лучший короткометражный фильм (анимация)»;
- 2006 ― победитель в номинации «Лучший короткометражный анимационный фильм» по версии детского жюри, Международный кинофестиваль для детей и юношества «Олимпия» (Греция);
- 2006 ― 3-е место в категории «Короткометражный фильм для детей» на Международном фестивале анимационных фильмов «Anima Mundi» (Бразилия);
- 2007 ― премия «Пульчинелла» (Рим, Италия) за «Мультфильмы о заливе»  ― победитель в номинации «Образовательная и социальная программа» (премия ЮНИСЕФ);
- 2014 ― номинация на премию «Golden Slipper» в категории «Лучший анимационный фильм» за мультфильм «Умелый маляр»[8];
- 2020 ― номинация на премию фестиваля «Children KinoFest» в категории «Лучший анимационный фильм» за мультфильм «Сипсик»[8];
- 2020 ― победитель фестиваля «Estonian Film and TV Awards» (EFTA) в категории «Лучший анимационный фильм» за мультфильм «Сипсик»[8];
- 2024 ― премия Культурного фонда аудиовизуального искусства за 2023 год (совместно с Раймо Йыэрандом) ― специальная премия за документальный фильм «Карикатурист Гори»[1].